# シブヤROCKTRANSFORMED状態
『シブヤROCKTRANSFORMED状態』（シブヤロックトランスフォームドじょうたい）はナンバーガールの初のライブ・アルバム。

## 解説
ライブシリーズ『Distortional Discharger』最終日、渋谷クアトロでのライブの模様をそのまま収録したアルバムである。
ジャケットおよび歌詞カードは新聞風になっている。
日本版ローリングストーン誌が発表した「日本のロック名盤 BEST100」において92位にランクインした。
2013年3月27日、リマスタリングされた再発盤が発売された（SHM-CD仕様）。

## 収録曲
1. EIGHT BEATER
2. IGGY POP FANCLUB
3. タッチ
4. 桜のダンス
5. SAMURAI
6. 裸足の季節
7. Young Girl 17 Sexually Knowing
8. 透明少女
9. 狂って候
10. DESTRUCTION BABY
11. 日常に生きる少女
12. 我起立一個人
13. SUPER YOUNG
14. OMOIDE IN MY HEAD

全曲作詞・作曲：Mukai Shutoku